# Nantheuil
Nantheuil is een gemeente in het Franse departement Dordogne (regio Nouvelle-Aquitaine). De plaats maakt deel uit van het arrondissement Nontron. Nantheuil telde op 1 januari 2022 984 inwoners.

## Geografie
De oppervlakte van Nantheuil bedraagt 16,82 km², de bevolkingsdichtheid is 58 inwoners per km² (per 1 januari 2019).
De onderstaande kaart toont de ligging van Nantheuil met de belangrijkste infrastructuur en aangrenzende gemeenten.

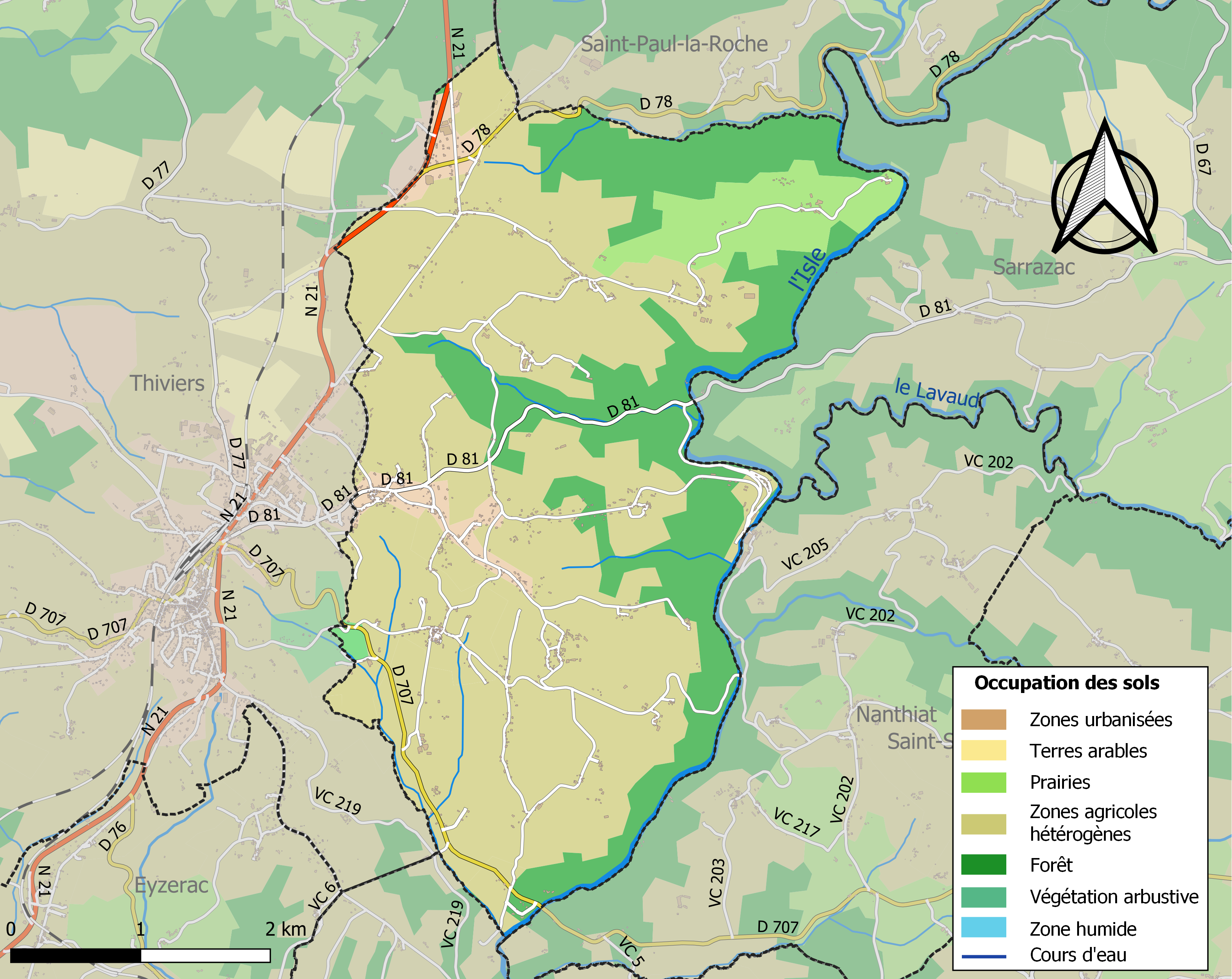

## Demografie
Onderstaande figuur toont het verloop van het inwonertal (bron: INSEE-tellingen).